# Passaporto per l'amore - Inventory
Passaporto per l'amore - Inventory (Stan posiadania) è un film del 1989 diretto da Krzysztof Zanussi.